# Juan Sebastián Cabal
Juan Sebastián Cabal (Cali, 25. travnja 1986. - ) je kolumbijski profesionalni tenisač. Uglavnom se natječe u parovima, u kojima je osvojio 4 ATP turnira, a najbolji ranking na ATP ljestvici u parovima bilo je 18. mjesto 18. veljače 2015. U pojedinačnoj je konkurenciji igrao samo 10 mečeva, od kojih je 6 dobio, a 4 izgubio. Pojedinačno mu je najbolji rezultat 184. mjesto na ATP ljestvici 28. veljače 2011.

## Grand slam turniri

### Parovi - finale (1)
| Br. | Nadnevak | Turnir        | Partner         | Suparnici u finalu       | Rezultat             |
| 1.  | 2011.    | Roland Garros | Eduardo Schwank | Max Mirnyi Daniel Nestor | 6:7 (3:7) , 6:3, 4:6 |

## Masters turniri

### Masters 1000 finala - parovi (1)
| Br. | Nadnevak         | Turnir        | Partner              | Suparnici u finalu   | Rezultat         |
| 1.  | 29. ožujka 2014. | Miami Masters | Robert Farah Maksoud | Bob Bryan Mike Bryan | 6:7 (8:10) , 4:6 |

## ATP turniri

### Parovi - pobjednik (4)
| Br. | Nadnevak           | Turnir             | Partner              | Suparnici u finalu              | Rezultat         |
| 1.  | 23. veljače 2014.  | Rio Open           | Robert Farah Maksoud | David Marrero Marcelo Melo      | 6:4, 6:2         |
| 2.  | 23. kolovoza 2014. | Winston-Salem Open | Robert Farah Maksoud | Jamie Murray John Peers         | 6:3, 6:4         |
| 3.  | 15. veljače 2015.  | Brazil Open        | Robert Farah Maksoud | Paolo Lorenzi Diego Schwartzman | 6:4, 6:2         |
| 4.  | 23. ožujka 2015.   | Geneva Open        | Robert Farah Maksoud | Raven Klaasen Lu Yen-hsun       | 7:5, 4:6, [10:7] |

### Parovi - finale (6)
| Br. | Nadnevak          | Turnir                        | Partner              | Suparnici u finalu                    | Rezultat                       |
| 1.  | 23. lipnja 2013.  | UNICEF Open, 's-Hertogenbosch | Dmitry Tursunov      | Robert Lindstedt Horia Tecău          | 3:6, 6:7 (1:7)                 |
| 2.  | 25. ožujka 2013.  | Nica Open                     | Robert Farah Maksoud | Johan Brunström Raven Klaasen         | 3:6, 2:6                       |
| 3.  | 5. siječnja 2014. | Brisbane Open                 | Robert Farah Maksoud | Mariusz Fyrstenberg Daniel Nestor     | 7:6 (7:4) , 4:6, [7:10]        |
| 4.  | 9. veljače 2014.  | ATP Viña del Mar              | Robert Farah Maksoud | Oliver Marach Florin Mergea           | 3:6, 4:6                       |
| 5.  | 2. ožujka 2014.   | Brazil Open                   | Robert Farah Maksoud | Guillermo García-López Philipp Oswald | 7:5, 4:6, [13:15]              |
| 6.  | 20. srpnja 2014.  | Colmubia Open                 | Nicolás Barrientos   | Sam Groth Chris Guccione              | 6:7 (5:7) , 7:6 (7:3) , [9:11] |

## Vanjske poveznice
- Juan Sebastián Cabal on ITF Tennis.com  Arhivirana inačica izvorne stranice od 20. veljače 2021. (Wayback Machine) (engl.)